# Ядерна валіза

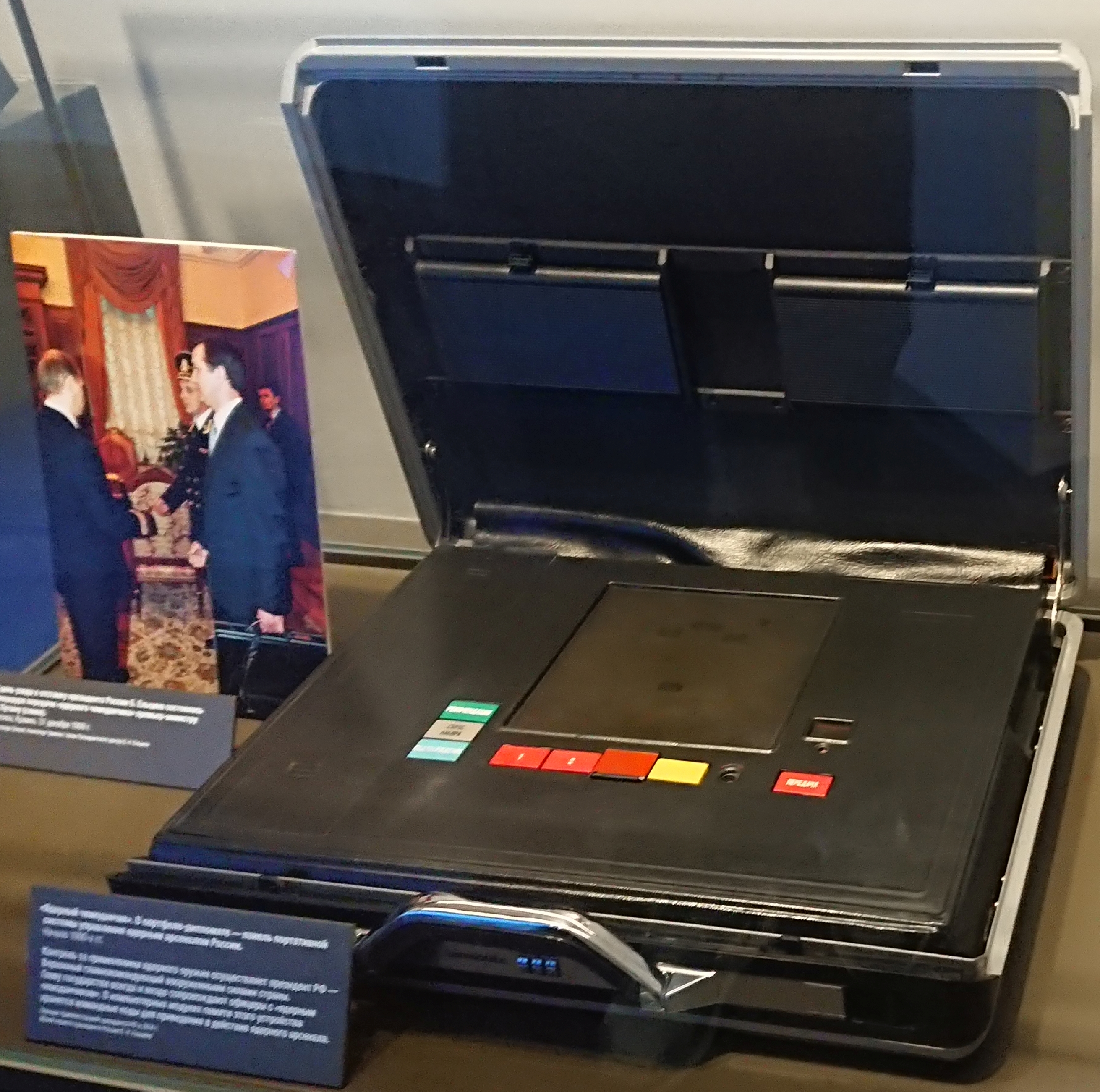
Російська ядерна валіза під кодовою назвою «Чегет».

Ядерна валіза — спеціально обладнаний портфель, який використовується для надання дозволу на використання ядерної зброї, і зазвичай постійно зберігається біля лідера ядерної держави.

## Франція
У Франції ядерного портфеля офіційно не існує. Чорний портфель під назвою «мобільна база» слідує за президентом у всіх його поїздках, але він не пов'язаний конкретно з ядерною зброєю.

## Індія
В Індії немає ядерного портфеля. В Індії Політична рада має колективно дозволити використання ядерної зброї ядерному командуванні. Виконавча рада надає свій висновок Політичній раді, яка санкціонує ядерну атаку, якщо вважатиме це за необхідне. У той час як Виконавчу раду очолює радник з національної безпеки, Політичну раду очолює прем'єр-міністр. Цей механізм було впроваджено, щоб гарантувати, що індійська ядерна зброя залишається під цивільним контролем і що існує складний механізм командування та управління для запобігання її випадкового або несанкціонованого використання.
Прем'єр-міністра часто супроводжують співробітники спеціальної групи захисту з чорним портфелем. Який містить складну захисну броню з кевлару, необхідні документи та має кишеню для пістолета.

## Росія
Російський «ядерна валіза» має кодову назву «Чегет». Який «підтримує зв’язок між вищими посадовими особами уряду, коли вони приймають рішення про застосування ядерної зброї, і у свою чергу, підключений до спеціальної системи зв’язку «Казбек», яка включає всіх осіб і агенції, залучені до командування та управління стратегічною ядерною зброєю. Сили». Зазвичай припускають, хоча достеменно невідомо, що ядерні портфелі також отримують міністру оборони та начальнику Генерального штабу.

## Сполучені Штати Америки
Президента завжди супроводжує військовий помічник із ядерною валізою із кодами запуску ядерної зброї. Він описаний і як металевий портфель Zero Halliburton, і як шкіряний портфель вагою близько 20 кг, з наявними фотографічними доказами останнього. Невелика антена стирчить із сумки біля ручки, припускаючи, що вона також містить якесь комунікаційне обладнання.
Поширена помилкова думка, що ядерна валіза містить велику червону кнопку, натискання якої запускає ядерну атаку.
Якщо президент США, який є головнокомандуючим збройними силами, вирішить віддати наказ про застосування ядерної зброї, портфель буде відкрито. Стратегічному командуванню Сполучених Штатів і можливо, Об’єднаному комітету начальників штабів буде надіслано командний сигнал або тривогу. Президент перегляне варіанти атаки з іншими особами, такими як міністр оборони та голова Об’єднаного комітету начальників штабів, і ухвалить рішення щодо плану, який може варіюватися від запуску однієї міжконтинентальної балістичної ракети чи ядерного бомбардувальника до варіантів кількох, навіть сотні МБР або бомбардувальників. Серед попередньо встановлених військових планів, розроблених згідно з OPLAN 8010 (колишній Єдиний інтегрований оперативний план). Процедура перевірки за участю двох осіб передуватиме введенню кодів у посилання на дозвільну дію.